# Zanim zrozumiesz
Zanim zrozumiesz − utwór muzyczny zespołu Varius Manx, wydany w 1994. Pierwszy singiel z albumu pt. Emu.
W 1994 utwór został nagrodzony Fryderykiem w kategoriach „piosenka roku” i „teledysk roku”.
W 2015 własną wersję przeboju nagrał Andrzej Piaseczny na potrzeby swojego albumu pt. Kalejdoskop. 

## Notowania
| Lista                              | Pozycja |
| ---------------------------------- | ------- |
| Lista przebojów Programu Trzeciego | 1       |